# 遠山友央
遠山 友央（とおやま ともなか）は、美濃苗木藩の第七代藩主。

## 略歴
宝永2年10月9日（1705年11月24日）、苗木城で生まれた。
享保7年（1722年）6月15日、兄で苗木藩主の遠山友由が没し、甥の遠山友将が苗木藩主を嗣いだ際に、兄の友由の遺言に基づき、美濃国加茂郡内において500石を分知されて、旗本となり寄合に列した。
同年6月28日、将軍の徳川吉宗に拝謁した。
享保17年（1732年）閏5月25日、第6代藩主で甥の友将の死去により、末期養子として苗木藩主を相続した。
同年7月21日、将軍の徳川吉宗に御目見えした。
友央の藩主相続にあたり、同年8月17日、旗本として分知されていた500石を幕府(高山陣屋の飛騨郡代)に返上した結果、表高が1万21石となった。
500石は飛騨に近い加茂郡佐見村の4村（大野・小野・寺前・吉田）を幕府に渡し、高山陣屋の飛騨郡代の支配下となった。
同年12月16日、従五位下に叙任され和泉守と称した。また領民の衣類制限を緩和した。倹約令を緩和しているほかは、病弱であったために藩政において特段の治績は見られない。
しかし500石を幕府に返上したことは苗木藩にとって大きな痛手で、幕府への対応が拙かったとのことで江戸家老の大脇権右衛門は失脚した。
享保18年（1733年）3月11日、常陸府中藩主の松平頼明の三男の越之進を養子として迎え、娘の俊と婚姻させた。
享保20年（1735年）5月14日、次男の佐吉(遠山友清)が江戸で生まれた。
天文元年(1736年)4月15日、江戸城へ参府し、5月1日に日比谷御門番に任じられ、天文2年(1737年)4月15日まで勤めた。
天文5年(1740年)4月19日、常盤橋御門番に任じられたが、
元文5年（1740年）8月27日、常陸府中藩の松平家から迎えた養嗣子の越之進(遠山友明)に藩主を譲って隠居し、
寛保元年(1741年)5月、苗木城へ帰った。
寛保3年(1743年)9月5日、養子の友明に娶らせた娘の俊が16歳で没し、江戸高輪の東禅寺に葬られた。
延享2年（1745年）1月29日、次男の佐吉が養子の友明の順養子となった。
延享2年（1745年）、高山陣屋の飛騨郡代が長谷川庄五郎から幸田善太夫に替わると、佐見村の内で210石は本田であるが、290石は新田なので上知できないので別の村から本田を290石差し出すように求められた。
そのため下野村369石のうち、290石を幕府（高山陣屋の飛騨郡代）に渡すこととし、残り79石は苗木藩に残した。そのことにより、佐見村内の新田分の290石は苗木藩に戻った。
宝暦3年(1753年)、6月1日、養子の友明が37歳で没したため、7月23日、次男の佐吉(遠山友清)が苗木藩主を嗣いだ。
明和9年(1772年）6月13日、恵那郡福岡村の栗本温泉で療養中に68歳で没した。
墓所は岐阜県中津川市苗木の苗木遠山家廟所。